# Congrès de l'Union pour un mouvement populaire de 2004
Un congrès de l'Union pour un mouvement populaire (UMP) a eu lieu le 28 novembre 2004 dans l'objectif d'élire la direction du parti. Ce congrès fait suite à la démission d'Alain Juppé de la présidence du parti pour inéligibilité et à l'intérim de Jean-Claude Gaudin.
Il voit la victoire de l'équipe dirigeante composée de Nicolas Sarkozy (président), de Jean-Claude Gaudin (vice-président) et Pierre Méhaignerie (secrétaire général).

## Organisation du congrès

### Localisation
Le congrès a lieu au Bourget.

## Enjeux

### Présidence du parti
Pour pouvoir se porter candidat, il faut obtenir le soutien d'au moins 3 % des militants UMP à jour de cotisation. Chaque candidat à la présidence forme un « ticket » avec deux autres membres du parti pour les postes de vice-président et de secrétaire général.

#### Candidats
| Soutiens |
| --- |
| - Députés : François Fillon, Jean-Paul Fournier, Étienne Mourrut - Sénateurs : - Députés européens : - Autres personnalités : |

| Soutiens                                                                                 |
| ---------------------------------------------------------------------------------------- |
| - Députés : Patrick Labaune - Sénateurs : - Députés européens : - Autres personnalités : |

| Soutiens                                                                 |
| ------------------------------------------------------------------------ |
| - Députés : - Sénateurs : - Députés européens : - Autres personnalités : |

## Résultats

### Équipe dirigeante
Nicolas Sarkozy est largement élu président de l'UMP avec plus de 85% des voix